# Doktorn är kär
Doktorn är kär (engelska: Doctor In Love) är en brittisk komedifilm från 1960 i regi av Ralph Thomas.
Filmen bygger på Richard Gordons roman med samma namn.

## Handling
Doktor Tony Burke  blir kär i en sjuksköterska medan han genomgår behandling på sitt eget sjukhus.

## Rollista i urval
- James Robertson Justice - Sir Lancelot Spratt
- Michael Craig - Dr Richard Hare
- Leslie Phillips - Dr Tony Burke
- Joan Sims - Dawn
- Liz Fraser - Leonora
- Virginia Maskell - Dr Nicola Barrington
- Carole Lesley - Kitten Strudwick
- Ambrosine Phillpotts - Lady Spratt
- Irene Handl -  Professor MacRitchie
- Fenella Fielding - Mrs Tadwich
- Nicholas Parsons - Dr Roger Hinxman
- John Le Mesurier - Dr Mincing